# راه دوم
راه دوم عنوان فیلم سینمایی به کارگردانی و نویسندگی حمید رخشانی در سال ۱۳۶۳ است.
این فیلم به گفته پروانه معصومی نقطه عطفی از حضور زنان در سینمای بعد از انقلاب بود. به گفته او تا قبل از این فیلم، زنان در سالهای اولیه انقلاب، منفعل و در حاشیه بودند ولی با آمدن فیلم راه دوم مسیر عوض شد و زنها در فیلمهای ایرانی نقش محوری به عهده گرفتند.

## خلاصه فیلم
مرد و زنی که قصد جدایی از یکدیگر را دارند در تصادف اتومبیل زخمی می‌شوند و در بیمارستان بستری می‌گردند. مرد، پایش را از دست می‌دهد و...

## بازیگران
- پروانه معصومی
- ناصر طهماسب
- منوچهر حامدی
- نعمت اله گرجی
- کیومرث ملک مطیعی
- حسین خانی بیک
- سیروس گرجستانی
- ناصر گیتی‌جاه